# Pont-à-Celles-Buzet
Pont-à-Celles-Buzet is een Belgische voetbalclub uit Pont-à-Celles. De club is bij de Belgische Voetbalbond aangesloten met stamnummer 7021 en heeft blauw en zwart als clubkleuren. De club speelde in haar bestaan een seizoen in de nationale reeksen.

## Geschiedenis
De club werd opgericht in de jaren 60 en sloot aan bij de Belgische Voetbalbond met stamnummer 7021.
In 1994 gingen twee clubs uit Pont-à-Celles, US Pont-à-Celles en FC Buzet, samen. De fusieclub werd Pont-à-Celles-Buzet genoemd en speelde verder in Tweede Provinciale.
De club speelde meerdere seizoenen in Tweede Provinciale. In 2000/01 kende men echter een slecht jaar. Pont-à-Celles werd afgetekend laatste in zijn reeks. Het haalde amper 7 punten in 30 speeldagen en een doelsaldo van 35-111 en zo zakte men naar Derde Provinciale. In 2003 keerde men echter alweer terug in Tweede en dankzij reekswinst in 2007 stootte de club door naar het hoogste provinciale niveau. Ook daar maakte men opgang tot PAC/Buzet er in 2010 kampioen werd. Voor het eerst stootte men zo door naar de nationale reeksen. Het debuutseizoen in Vierde Klasse eindigde men echter op een degradatieplaats en de club zakte na een jaar weer naar Eerste Provinciale.
De club had het ook in Eerste Provinciale moeilijk en een seizoen later zakte men nog verder weg naar Tweede Provinciale.

In het seizoen 203/24 eindigde Aubel derde in 1e Provinciale, en dwong in de eindronde de promotie af naar Derde afdeling.

## Resultaten
| Seizoen | Klasse | Klasse | Klasse | Klasse | Klasse | Klasse | Klasse | Klasse | Klasse | Reeks                                                    | Punten                                                   | Opmerkingen                                              |
|         | I      | I      | II     | III    | IV     | P.I    | P.II   | P.III  | P.IV   |                                                          |                                                          |                                                          |
| ------- | ------ | ------ | ------ | ------ | ------ | ------ | ------ | ------ | ------ | -------------------------------------------------------- | -------------------------------------------------------- | -------------------------------------------------------- |
| 2008/09 |        |        |        |        |        | 3      |        |        |        | Eerste prov. Heneg                                       | 56                                                       |                                                          |
| 2009/10 |        |        |        |        |        | 1      |        |        |        | Eerste prov. Heneg                                       | 64                                                       | Kampioen en promotie                                     |
| 2010/11 |        |        |        |        | 16     |        |        |        |        | Vierde klasse A                                          | 14                                                       | Degradatie                                               |
| 2011/12 |        |        |        |        |        | 17     |        |        |        | Eerste prov. Heneg                                       | 28                                                       | Degradatie                                               |
| 2012/13 |        |        |        |        |        |        | 1      |        |        | Tweede prov. Heneg C                                     | 75                                                       | Kampioen en promotie                                     |
| 2013/14 |        |        |        |        |        | 15     |        |        |        | Eerste prov. Heneg                                       | 30                                                       | Degradatie                                               |
| 2014/15 |        |        |        |        |        |        | 1      |        |        | Tweede prov. Heneg C                                     | 73                                                       | Kampioen en promotie                                     |
| 2015/16 |        |        |        |        |        | 10     |        |        |        | Eerste prov. Heneg                                       | 39                                                       |                                                          |
|         | 1A     | 1B     | 1Am    | 2Am    | 3Am    | P.I    | P.II   | P.III  | P.IV   | Vanaf 2016-17 zijn er 3 nationale en 2 regionale niveaus | Vanaf 2016-17 zijn er 3 nationale en 2 regionale niveaus | Vanaf 2016-17 zijn er 3 nationale en 2 regionale niveaus |
| 2016/17 |        |        |        |        |        | 12     |        |        |        | Eerste prov. Heneg                                       | 32                                                       |                                                          |
| 2017/18 |        |        |        |        |        | 6      |        |        |        | Eerste prov. Heneg                                       | 49                                                       |                                                          |
| 2018/19 |        |        |        |        |        | 8      |        |        |        | Eerste prov. Heneg                                       | 43                                                       | Promotie via eindronde                                   |
| 2019/20 |        |        |        |        | 12     |        |        |        |        | Derde klasse Am. ACFF A                                  | 28                                                       | Competitie stopgezet vanwege COVID-19-virus.             |
| 2020/21 |        |        |        |        | 16     |        |        |        |        | Derde afdeling ACFF A                                    | 0                                                        | Seizoen geschrapt wegens de Coronacrisis                 |
| 2021/22 |        |        |        |        | 14     |        |        |        |        | Derde afdeling ACFF A                                    | 18                                                       | Degradatie                                               |
| 2022/23 |        |        |        |        |        | 5      |        |        |        | Eerste prov. Heneg                                       | 48                                                       | Verloren in promotie-eindronde tegen FC Flénu (5-1)      |
| 2023/24 |        |        |        |        |        | 3      |        |        |        | Eerste prov. Heneg                                       | 58                                                       | Promotie via de eindronde                                |
| 2024/25 |        |        |        |        | 11     |        |        |        |        | Derde afdeling ACFF A                                    | 25                                                       |                                                          |
| 2025/26 |        |        |        |        |        |        |        |        |        | Derde afdeling ACCF A                                    |                                                          |                                                          |